# Гускварна (футбольний клуб)
Гускварна ФФ (швед. Husqvarna Fotbollförening) — шведський футбольний клуб представляє однойменне місто. Спонсором клубу є Husqvarna AB.
Виступає в Дивізіоні 2 (4-й лізі Швеції).

## Історія
Клуб засновано 6 лютого 1987 року внасліок злиття двох інших клубів — Гускварна ІФ та Гускварна Седра ІС.
У перші роки свого існування новий клуб грав у Дивізіонах 2 і 3. Досягнення клубу покращилися в 1998 році, коли він переміг у групі Східного Йоталанду в Дивізіоні 2 й увійшов до групи Південь у Дивізіоні 1 (2-а ліга шведського футболу на той час). Проте закріпитися в Дивізіоні 1  клуб не зумів.
У 2012 році клуб знову зумів увійти до 2-ї ліги, яка тепер називається Супереттан. Однак знову провів у ній лише один сезон і вибув.

## Досягнення
Дивізіон 1: 11-е місце в групі Південь (1999)
Супереттан: 16-е місце (2012)

## Сезони
| \| Сезон \| Рівень \| Ліга \| Підгрупа \| Місце \| Примітки \| \| ----- \| ------ \| ---------- \| -------------------- \| ----- \| --------------------- \| \| 1993 \| 3 \| Дивізіон 2 \| Східний Йоталанд \| 4 \| \| \| 1994 \| 3 \| Дивізіон 2 \| Східний Йоталанд \| 2 \| \| \| 1995 \| 3 \| Дивізіон 2 \| Східний Йоталанд \| 5 \| \| \| 1996 \| 3 \| Дивізіон 2 \| Східний Йоталанд \| 6 \| \| \| 1997 \| 3 \| Дивізіон 2 \| Східний Йоталанд \| 3 \| \| \| 1998 \| 3 \| Дивізіон 2 \| Східний Йоталанд \| 1 \| Підвищився \| \| 1999 \| 2 \| Дивізіон 1 \| Південь \| 11 \| Вибув \| \| 2000 \| 3 \| Дивізіон 2 \| Східний Йоталанд \| 4 \| \| \| 2001 \| 3 \| Дивізіон 2 \| Східний Йоталанд \| 7 \| \| \| 2002 \| 3 \| Дивізіон 2 \| Східний Йоталанд \| 1 \| Плей-оф на підвищення \| \| 2003 \| 3 \| Дивізіон 2 \| Східний Йоталанд \| 2 \| \| \| 2004 \| 3 \| Дивізіон 2 \| Східний Йоталанд \| 1 \| Плей-оф на підвищення \| \| 2005 \| 3 \| Дивізіон 2 \| Центральний Йоталанд \| 4 \| Підвищився \| \| 2006* \| 3 \| Дивізіон 1 \| Південь \| 5 \| \| \| 2007 \| 3 \| Дивізіон 1 \| Південь \| 9 \| \| \| 2008 \| 3 \| Дивізіон 1 \| Південь \| 11 \| \| \| 2009 \| 3 \| Дивізіон 1 \| Південь \| 6 \| \| \| 2010 \| 3 \| Дивізіон 1 \| Південь \| 11 \| \| \| 2011 \| 3 \| Дивізіон 1 \| Південь \| 13 \| Вибув \| \| 2012 \| 4 \| Дивізіон 2 \| Східний Йоталанд \| 1 \| Підвищився \| \| 2013 \| 3 \| Дивізіон 1 \| Південь \| 1 \| Підвищився \| \| 2014 \| 2 \| Супереттан \| \| 16 \| Вибув \| \| 2015 \| 3 \| Дивізіон 1 \| Південь \| 11 \| \| \| 2016 \| 3 \| Дивізіон 1 \| Південь \| 6 \| \| \| 2017 \| 3 \| Дивізіон 1 \| Південь \| 10 \| \| \| 2018 \| 3 \| Дивізіон 1 \| Південь \| 16 \| Вибув \| \| 2019 \| 4 \| Дивізіон 2 \| Східний Йоталанд \| 3 \| \| \| 2020 \| 4 \| Дивізіон 2 \| Східний Йоталанд \| \| \| * Реорганізація ліг 2006 року призвела до створення нового 3-го дивізіону та змін в територіальному поділі нижчих футбольних дивізіонів Швеції. |        |            |                      |       |                       |
| Сезон | Рівень | Ліга       | Підгрупа             | Місце | Примітки              |
| 1993 | 3      | Дивізіон 2 | Східний Йоталанд     | 4     |                       |
| 1994 | 3      | Дивізіон 2 | Східний Йоталанд     | 2     |                       |
| 1995 | 3      | Дивізіон 2 | Східний Йоталанд     | 5     |                       |
| 1996 | 3      | Дивізіон 2 | Східний Йоталанд     | 6     |                       |
| 1997 | 3      | Дивізіон 2 | Східний Йоталанд     | 3     |                       |
| 1998 | 3      | Дивізіон 2 | Східний Йоталанд     | 1     | Підвищився            |
| 1999 | 2      | Дивізіон 1 | Південь              | 11    | Вибув                 |
| 2000 | 3      | Дивізіон 2 | Східний Йоталанд     | 4     |                       |
| 2001 | 3      | Дивізіон 2 | Східний Йоталанд     | 7     |                       |
| 2002 | 3      | Дивізіон 2 | Східний Йоталанд     | 1     | Плей-оф на підвищення |
| 2003 | 3      | Дивізіон 2 | Східний Йоталанд     | 2     |                       |
| 2004 | 3      | Дивізіон 2 | Східний Йоталанд     | 1     | Плей-оф на підвищення |
| 2005 | 3      | Дивізіон 2 | Центральний Йоталанд | 4     | Підвищився            |
| 2006* | 3      | Дивізіон 1 | Південь              | 5     |                       |
| 2007 | 3      | Дивізіон 1 | Південь              | 9     |                       |
| 2008 | 3      | Дивізіон 1 | Південь              | 11    |                       |
| 2009 | 3      | Дивізіон 1 | Південь              | 6     |                       |
| 2010 | 3      | Дивізіон 1 | Південь              | 11    |                       |
| 2011 | 3      | Дивізіон 1 | Південь              | 13    | Вибув                 |
| 2012 | 4      | Дивізіон 2 | Східний Йоталанд     | 1     | Підвищився            |
| 2013 | 3      | Дивізіон 1 | Південь              | 1     | Підвищився            |
| 2014 | 2      | Супереттан |                      | 16    | Вибув                 |
| 2015 | 3      | Дивізіон 1 | Південь              | 11    |                       |
| 2016 | 3      | Дивізіон 1 | Південь              | 6     |                       |
| 2017 | 3      | Дивізіон 1 | Південь              | 10    |                       |
| 2018 | 3      | Дивізіон 1 | Південь              | 16    | Вибув                 |
| 2019 | 4      | Дивізіон 2 | Східний Йоталанд     | 3     |                       |
| 2020 | 4      | Дивізіон 2 | Східний Йоталанд     |       |                       |